# Renée Longarini
Renata Longarini (Pordenone, 24 de abril de 1931-Milán, 13 de marzo de 2010), conocida como Renée Longarini, es una actriz de cine y presentadora de televisión italiana.

## Biografía
Nacida en Pordenone en el seno de una familia originaria de la península de Istria, vivió en Génova y Bari por compromisos profesionales de su padre, antes de establecerse en Trieste. Inicialmente pianista, entró en el mundo del espectáculo después de ser descubierta en una clase de comportamiento.
Tras cierta experiencia en el mundo de la moda y la publicidad, interpretó un pequeño papel no acreditado como la esposa de Enrico Steiner, amigo intelectual de Marcello, en la película La dolce vita de Federico Fellini. En 1967 tuvo un papel más importante en la película L'immorale de Pietro Germi.
Es mejor conocida por el público en general como la directora de la «centralita principal» del programa de televisión Portobello por Enzo Tortora.
Tras finalizar Portobello, se retiró de los escenarios definitivamente.
Su última aparición televisiva fue en Rai 2 el 4 de mayo de 2009, como invitada de Alda D'Eusanio en el programa Ricominciare, en el que concedió una entrevista y luego también tocó el piano.
Murió en el hospital San Paolo de Milán el 13 de marzo de 2010.

## Filmografía
- La dolce vita (1960): Sra. Steiner.
- L'immorale (1967): Giulia Masini.